# Eisen(II)-nitrat
Eisen(II)-nitrat ist ein anorganisches Salz aus Eisen(II)-Ionen und Nitrat. Es tritt in komplexierter Form als Hexahydrat (Fe(NO3)2 · 6 H2O) oder Nonahydrat (Fe(NO3)2 · 9 H2O) auf.

## Unbeständigkeit
Eisen(II)-nitrat ist unbeständig und wird bei Gegenwart von Luftsauerstoff unter Bildung von Eisen(III)-Ionen oxidiert.
Auch unter Sauerstoffausschluss kann durch Reaktion mit Nitrat-Ionen eine Oxidation der Eisen(II)-Ionen erfolgen. Die Geschwindigkeit der Zersetzung nimmt mit steigender Temperatur und Konzentration zu und wird durch Anwesenheit von Salpetersäure beschleunigt.

## Darstellung

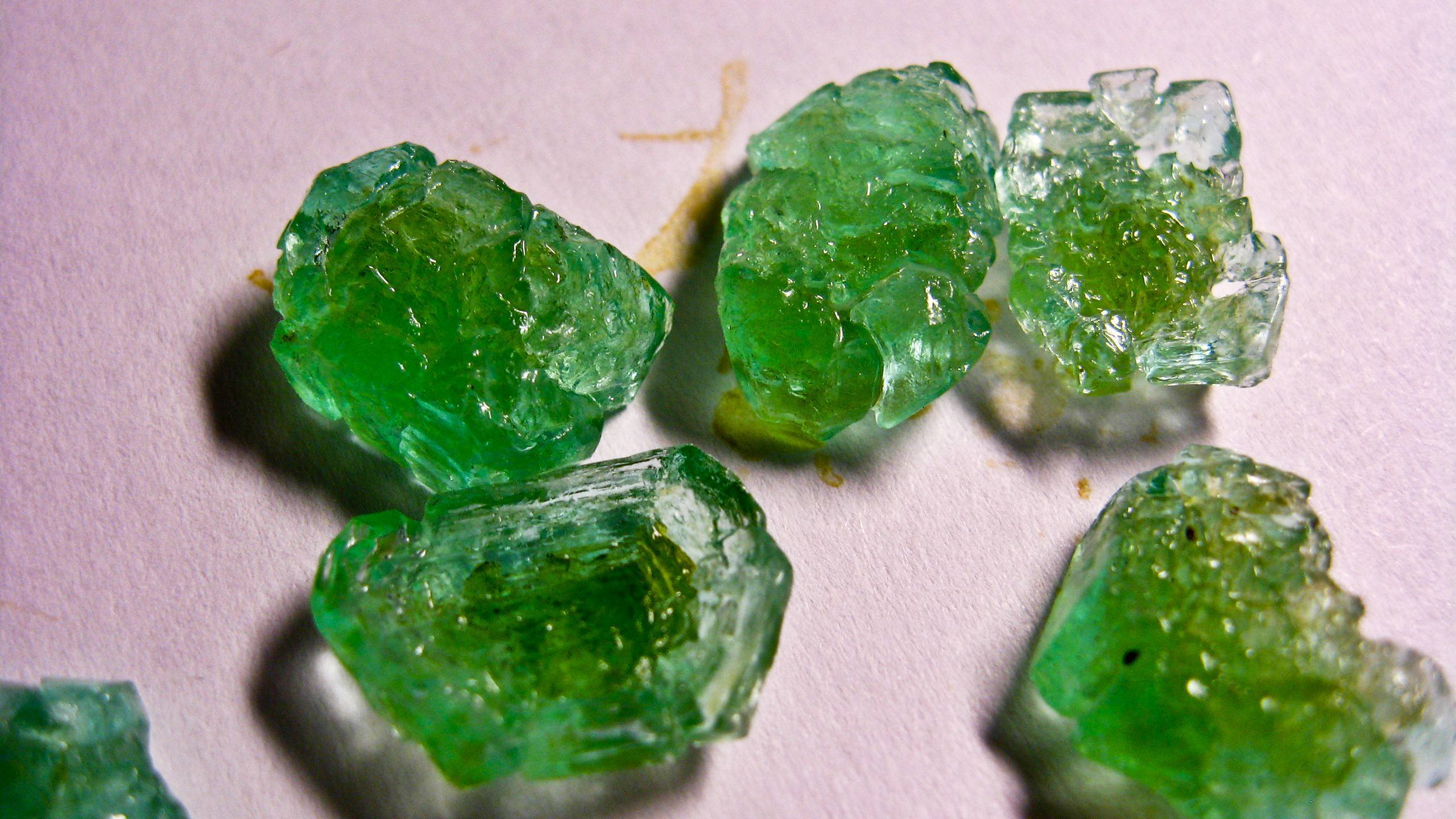
Eisen(II)-nitrat (Hexahydrat)

Eisen(II)-nitrat kann durch Umsetzung von Eisen(II)-sulfat mit Blei(II)- oder Barium(II)-nitrat hergestellt werden:
{\displaystyle \mathrm {FeSO} _{4}+\mathrm {Pb(NO_{3})_{2}} \longrightarrow \mathrm {Fe(NO_{3})_{2}} +\mathrm {PbSO} _{4}}
Das entstehende Eisen(II)-nitrat kristallisiert als Fe(NO3)2 · 6 H2O in rhombischen, hellgrünen Tafeln aus.
Alternativ gelingt die Darstellung durch Lösen von elementarem Eisen in verdünnter Salpetersäure ({\displaystyle \rho } < 1,034 g/cm3) unter gleichzeitiger Kühlung der Reaktion. Durch Verwendung von niedrigkonzentrierter Salpetersäure wird die Bildung von Eisen(III)-Ionen vermindert.
Die Kristallisation von Eisen(II)-nitrat bei Temperaturen unter −12 °C führt zur Bildung des Nonahydrats.

## Verwendung
Eisen(II)-nitrat hat keine großtechnische Bedeutung. Vereinzelt gibt es Anwendungen als Katalysator für Reduktionen oder als Ausgangsstoff zur Darstellung anderer eisenhaltiger Verbindungen.